# Topiltepec
Topiltepec es una localidad del estado mexicano de Guerrero. Es parte del municipio de Zitlala.

## Toponimia
El nombre «Topiltepec» proviene de los términos en náhuatl: topilli, vara; tepetl, cerro. Su significado es «Cerro de las varas».

## Demografía
| Gráfica de evolución demográfica |
|                                  |

| Censo | Población |
| ----- | --------- |
| 1900  | 857       |
| 1910  | 800       |
| 1921  | 872       |
| 1930  | 948       |
| 1940  | 1 042     |
| 1950  | 1 194     |
| 1960  | 1 188     |
| 1970  | 1 139     |
| 1980  | 1 619     |
| 1990  | 1 745     |
| 2000  | 1 945     |
| 2010  | 2 496     |
| 2020  | 2 690     |